# 森反章夫
森反 章夫（もりたん あきお、1952年 ）は、日本の社会学者。専攻は、都市・住宅の社会学的分析。

## 来歴
鳥取県に生まれる。鳥取県立鳥取西高等学校を経て東京大学文学部社会学科を卒業。引き続き大学院に進み、東京大学大学院社会学研究科社会学博士課程を満期退学した。
東京経済大学で1999年度までは経営学部、2000年度以降は現代法学部に所属。2019年に現代法学部教授で退任した。
このほか、東京大学大学院工学系研究科・工学部が設置する社会人向け大学院の「東大まちづくり大学院」でも2017年まで教官を務めた。

## 著書
※いずれも共著
- 『宗教の日常性と非日常性』<イエ空間>分析序説　雄山閣、1987年
- 『文化と現代社会』<系譜と所有＞東京大学出版会、1987年
- 『中間領域研究』住宅・都市整備公団、1987年
- 『新聞にみる社会資本主義の歴史的変遷 - 明治大正期』日本経済評論社、1989年
- 『新聞にみる社会資本主義の歴史的変遷 - 昭和期』日本経済評論社、1989年
- 『都市政策と地域形成 - 神戸市を対象に』東京大学出版会、1990年
- 『都市・空間・建物の根拠を探る - 空間の存在論へ』飛島建設開発事業部、1991年
- 『阪神・淡路大震災の住宅復興に関する調査研究』日本開発構想研究所、1997年
- 『安心と再生の都市作り - 阪神・淡路大震災を超えて』学芸出版社、1999年
- 『震災サバイバル・キャンプ・イン'99 : 市民の手による社会実験の全記録集 1,000人の仮設市街地づくり』震災サバイバル・キャンプ・イン'99実行委員会、2001年
- 『神戸市定点撮影1995-2000』＜廃墟への書簡＞毎日新聞社、2002年
- 『まちづくり』＜まちづくり往復書簡（延藤康弘・森反章夫）＞学芸出版社、2004年

## 論文
- <森反章夫